# Lijst van gemeentelijke monumenten in Noordoostpolder
De gemeente Noordoostpolder kent 42 gemeentelijke monumenten. Hieronder een overzicht. 

## Bant
De plaats Bant kent 1 gemeentelijk monument:
| Object             | Bouwjaar | Architect     | Locatie                 | Coördinaten                  | Nr.          | Afbeelding        |
| ------------------ | -------- | ------------- | ----------------------- | ---------------------------- | ------------ | ----------------- |
| RK Kerk Bantsiliek | 1955-'56 | A.J.M. Vosman | Zuidakker 45/Zuidwend 2 | 52° 46' 1" NB, 5° 44' 59" OL | 0171/wikinr1 | Meer afbeeldingen |

## Emmeloord
De plaats Emmeloord kent 4 gemeentelijke monumenten:
| Object                                 | Bouwjaar                             | Architect                                                                       | Locatie                                | Coördinaten                   | Nr.          | Afbeelding          |
| -------------------------------------- | ------------------------------------ | ------------------------------------------------------------------------------- | -------------------------------------- | ----------------------------- | ------------ | ------------------- |
| Boerderij                              | 1951                                 | Bouwkundige Afdeling van de Directie van de Wieringermeer, afd. Noordoostpolder | Bomenweg 22                            | 52° 41' 10" NB, 5° 48' 21" OL | 0171/wikinr2 | Boerderij           |
| Poldertoren                            | Ontworpen: 1951, 1958-'59 uitgevoerd | H. van Gent en H. Fokkens                                                       | de Deel 25                             | 52° 42' 36" NB, 5° 45' 3" OL  | 0171/wikinr3 | Meer afbeeldingen   |
| Nederlands Hervormde Kerk De Hoeksteen | 1950-'51                             | Sybold van Ravesteyn                                                            | Kampwal 1 / Smeden 2a/b                | 52° 42' 34" NB, 5° 45' 13" OL | 0171/wikinr4 | Meer afbeeldingen   |
| RK Michaëlkerk e.d.                    | 1955-1956                            | P.H.A. Starmans en J.A.M. Starmans jr.                                          | Noordzijde 1 / Pastoor Koopmansplein 1 | 52° 42' 44" NB, 5° 45' 18" OL | 0171/wikinr5 | RK Michaëlkerk e.d. |

## Ens
De plaats Ens kent 19 gemeentelijke monumenten:
| Object                                                                           | Bouwjaar | Architect                                                                            | Locatie               | Coördinaten                   | Nr.           | Afbeelding                                                                       |
| -------------------------------------------------------------------------------- | -------- | ------------------------------------------------------------------------------------ | --------------------- | ----------------------------- | ------------- | -------------------------------------------------------------------------------- |
| NH Pastorie                                                                      | 1952     | Chr. Nielsen en J.H.C. Spruit                                                        | Kerkplein 1           | 52° 38' 13" NB, 5° 49' 29" OL | 0171/wikinr6  | Upload foto                                                                      |
| Woning                                                                           | 1951-'52 | Bouwkundige Afdeling van de Directie van de Wieringermeer afd. Noordoostpolderwerken | Kerkplein 2           | 52° 38' 13" NB, 5° 49' 30" OL | 0171/wikinr12 | Woning                                                                           |
| Woning                                                                           | 1951-'52 | Bouwkundige Afdeling van de Directie van de Wieringermeer afd. Noordoostpolderwerken | Kerkplein 4           | 52° 38' 13" NB, 5° 49' 30" OL | 0171/wikinr20 | Woning                                                                           |
| Woning                                                                           | 1951-'52 | Bouwkundige Afdeling van de Directie van de Wieringermeer afd. Noordoostpolderwerken | Kerkplein 6           | 52° 38' 13" NB, 5° 49' 31" OL | 0171/wikinr21 | Woning                                                                           |
| Woning                                                                           | 1951-'52 | Bouwkundige Afdeling van de Directie van de Wieringermeer afd. Noordoostpolderwerken | Kerkplein 8           | 52° 38' 13" NB, 5° 49' 31" OL | 0171/wikinr22 | Woning                                                                           |
| Woning                                                                           | 1951-'52 | Bouwkundige Afdeling van de Directie van de Wieringermeer afd. Noordoostpolderwerken | Kerkplein 10          | 52° 38' 13" NB, 5° 49' 31" OL | 0171/wikinr7  | Woning                                                                           |
| Woning                                                                           | 1951-'52 | Bouwkundige Afdeling van de Directie van de Wieringermeer afd. Noordoostpolderwerken | Kerkplein 12          | 52° 38' 13" NB, 5° 49' 32" OL | 0171/wikinr8  | Woning                                                                           |
| Woning                                                                           | 1951-'52 | Bouwkundige Afdeling van de Directie van de Wieringermeer afd. Noordoostpolderwerken | Kerkplein 14          | 52° 38' 13" NB, 5° 49' 32" OL | 0171/wikinr9  | Woning                                                                           |
| Woning                                                                           | 1951-'52 | Bouwkundige Afdeling van de Directie van de Wieringermeer afd. Noordoostpolderwerken | Kerkplein 16          | 52° 38' 14" NB, 5° 49' 33" OL | 0171/wikinr10 | Woning                                                                           |
| Woning                                                                           | 1951-'52 | Bouwkundige Afdeling van de Directie van de Wieringermeer afd. Noordoostpolderwerken | Kerkplein 18          | 52° 38' 14" NB, 5° 49' 32" OL | 0171/wikinr11 | Woning                                                                           |
| Woning                                                                           | 1951-'52 | Bouwkundige Afdeling van de Directie van de Wieringermeer afd. Noordoostpolderwerken | Kerkplein 20          | 52° 38' 14" NB, 5° 49' 31" OL | 0171/wikinr13 | Woning                                                                           |
| Woning                                                                           | 1951-'52 | Bouwkundige Afdeling van de Directie van de Wieringermeer afd. Noordoostpolderwerken | Kerkplein 22          | 52° 38' 14" NB, 5° 49' 31" OL | 0171/wikinr14 | Woning                                                                           |
| Woning                                                                           | 1951-'52 | Bouwkundige Afdeling van de Directie van de Wieringermeer afd. Noordoostpolderwerken | Kerkplein 24          | 52° 38' 15" NB, 5° 49' 31" OL | 0171/wikinr15 | Woning                                                                           |
| Woning                                                                           | 1951-'52 | Bouwkundige Afdeling van de Directie van de Wieringermeer afd. Noordoostpolderwerken | Kerkplein 26          | 52° 38' 15" NB, 5° 49' 31" OL | 0171/wikinr16 | Woning                                                                           |
| Woning                                                                           | 1951-'52 | Bouwkundige Afdeling van de Directie van de Wieringermeer afd. Noordoostpolderwerken | Kerkplein 28          | 52° 38' 15" NB, 5° 49' 30" OL | 0171/wikinr17 | Woning                                                                           |
| Nederlands Hervormde Kerk                                                        | 1952     | Chr. Nielsen en J.H.C. Spruit                                                        | Kerkplein 30          | 52° 38' 14" NB, 5° 49' 29" OL | 0171/wikinr18 | Nederlands Hervormde Kerk                                                        |
| NH Kerkelijk bijgebouw                                                           | 1952     | Chr. Nielsen en J.H.C. Spruit                                                        | Kerkplein 32          | 52° 38' 13" NB, 5° 49' 28" OL | 0171/wikinr19 | NH Kerkelijk bijgebouw                                                           |
| Uitkijktoren Ramspol                                                             | 1956     |                                                                                      | Ramsweg 1-I           | 52° 36' 54" NB, 5° 50' 30" OL | 0171/wikinr23 | Uitkijktoren Ramspol                                                             |
| RK Kerk Onze Lieve Vrouwe van de Altijddurende Bijstand en bijbehorende pastorie | 1955     | H. Thunnissen, A. van Kranendonk jr. en A. Thunnissen jr.                            | Zoudenbalchstraat 2-4 | 52° 38' 8" NB, 5° 49' 39" OL  | 0171/wikinr24 | RK Kerk Onze Lieve Vrouwe van de Altijddurende Bijstand en bijbehorende pastorie |

## Kraggenburg
De plaats Kraggenburg kent 5 gemeentelijke monumenten:
| Object          | Bouwjaar                    | Architect                                                                       | Locatie            | Coördinaten                   | Nr.           | Afbeelding      |
| --------------- | --------------------------- | ------------------------------------------------------------------------------- | ------------------ | ----------------------------- | ------------- | --------------- |
| Boerderij       | 1949, bijschuren uit 1955   | Bouwkundige Afdeling van de Directie van de Wieringermeer, afd. Noordoostpolder | Leemringweg 21-I   | 52° 40' 48" NB, 5° 52' 37" OL | 0171/wikinr25 | Upload foto     |
| Boerderij       | 1949, bijschuren uit 1955   | Bouwkundige Afdeling van de Directie van de Wieringermeer, afd. Noordoostpolder | Leemringweg 21-II  | 52° 40' 48" NB, 5° 52' 37" OL | 0171/wikinr26 | Upload foto     |
| Boerderij       | Boerderij 1949, schuur 1953 | Boerderij: Oostenrijks ontwerp, Schuur: A.D. van Eck                            | Neushoornweg 11    | 52° 39' 50" NB, 5° 51' 55" OL | 0171/wikinr27 | Boerderij       |
| Arbeiderswoning | 1949                        | Bouwkundige Afdeling van de Directie van de Wieringermeer, afd. Noordoostpolder | Zwartemeerweg 29-a | 52° 38' 58" NB, 5° 57' 40" OL | 0171/wikinr28 | Arbeiderswoning |
| Arbeiderswoning | 1949                        | Bouwkundige Afdeling van de Directie van de Wieringermeer, afd. Noordoostpolder | Zwartemeerweg 29-b | 52° 38' 58" NB, 5° 57' 40" OL | 0171/wikinr29 | Arbeiderswoning |

## Luttelgeest
De plaats Luttelgeest kent 2 gemeentelijke monumenten:
| Object       | Bouwjaar | Architect                                                                | Locatie           | Coördinaten                   | Nr.           | Afbeelding        |
| ------------ | -------- | ------------------------------------------------------------------------ | ----------------- | ----------------------------- | ------------- | ----------------- |
| RK Jozefkerk | 1955-'56 | A. van Kranendonk, A. Thunnissen en H. Thunnissen jr. en P.H.A. Starmans | Kerkstraat 1      | 52° 44' 42" NB, 5° 51' 12" OL | 0171/wikinr30 | Meer afbeeldingen |
| Boerderij    | 1951-'52 | Schuur: A.D. van Eck                                                     | Uiterdijkenweg 33 | 52° 45' 16" NB, 5° 54' 8" OL  | 0171/wikinr31 | Boerderij         |

## Marknesse
De plaats Marknesse kent 4 gemeentelijke monumenten:
| Object                                  | Bouwjaar                                   | Architect                                                                       | Locatie            | Coördinaten                   | Nr.           | Afbeelding                              |
| --------------------------------------- | ------------------------------------------ | ------------------------------------------------------------------------------- | ------------------ | ----------------------------- | ------------- | --------------------------------------- |
| Tuinbouwbedrijf                         | 1956                                       | Bouwkundige Afdeling van de Directie van de Wieringermeer, afd. Noordoostpolder | Baarloseweg 4-II   |                               | 0171/wikinr32 | Upload foto                             |
| Tuinbouwbedrijf                         | 1962 Ontworpen: woning: 1960, schuur: 1958 | Bouwkundige Afdeling van de Directie van de Wieringermeer, afd. Noordoostpolder | Blokzijlerweg 1    | 52° 42' 7" NB, 5° 53' 58" OL  | 0171/wikinr33 | Upload foto                             |
| Boerderij                               | 1949                                       | Boerderij: Oostenrijks ontwerp, Schuur: A.D. van Eck                            | Blokzijlerweg 10   | 52° 42' 21" NB, 5° 55' 20" OL | 0171/wikinr34 | Boerderij                               |
| RK Kerk Heilige Ireneuskerk en pastorie | 1956                                       | A. Vosman                                                                       | G. Lokkenstraat 30 | 52° 42' 35" NB, 5° 51' 57" OL | 0171/wikinr35 | RK Kerk Heilige Ireneuskerk en pastorie |

## Nagele
De plaats Nagele kent 1 gemeentelijk monument:
| Object                                          | Bouwjaar | Architect                        | Locatie | Coördinaten                   | Nr.           | Afbeelding        |
| ----------------------------------------------- | -------- | -------------------------------- | ------- | ----------------------------- | ------------- | ----------------- |
| Gereformeerde Samen Op Weg kerk en klokkentoren | 1959-'60 | J.H. van den Broek en J.B.Bakema | Ring 15 | 52° 38' 46" NB, 5° 43' 12" OL | 0171/wikinr36 | Meer afbeeldingen |

## Rutten
De plaats Rutten kent 2 gemeentelijke monumenten:
| Object    | Bouwjaar                        | Architect            | Locatie          | Coördinaten                   | Nr.           | Afbeelding |
| --------- | ------------------------------- | -------------------- | ---------------- | ----------------------------- | ------------- | ---------- |
| Boerderij | 1954                            | Schuur: A.D. van Eck | Lemsterweg 50    | 52° 49' 57" NB, 5° 42' 56" OL | 0171/wikinr37 | Boerderij  |
| Boerderij | Bouwjaar: 1954, Ontworpen: 1951 | A.D. van Eck         | Ruttenseweg 14-I | 52° 48' 40" NB, 5° 44' 58" OL | 0171/wikinr38 | Boerderij  |

## Tollebeek
De plaats Tollebeek kent 3 gemeentelijke monumenten:
| Object              | Bouwjaar                        | Architect            | Locatie         | Coördinaten                   | Nr.           | Afbeelding          |
| ------------------- | ------------------------------- | -------------------- | --------------- | ----------------------------- | ------------- | ------------------- |
| Boerderij           | Bouwjaar: 1956, Ontworpen: 1951 |                      | Steenbankpad 13 | 52° 41' 40" NB, 5° 36' 44" OL | 0171/wikinr39 | Upload foto         |
| Boerderij           | 1956                            | schuur: A.D. van Eek | Steenbankpad 16 | 52° 41' 44" NB, 5° 36' 40" OL | 0171/wikinr40 | Boerderij           |
| Gemaaltje de Kievit | circa 1950                      | Dirk Roosenburg      | Urkerweg 48-a   | 52° 40' 19" NB, 5° 40' 4" OL  | 0171/wikinr41 | Gemaaltje de Kievit |

Almere ·
Dronten ·
Lelystad ·
Noordoostpolder ·
Urk